# Arien Bosch
Arien Bosch is een voormalig Nederlands langebaanschaatsster. 
In 1999 nam zij deel aan de Nederlandse kampioenschappen afstanden op de 5000 meter. Zowel in 1999 als 2000 nam ze deel aan het NK Allround.

## Records

### Persoonlijke records[2]
| Afstand    | Tijd    | Datum         | Baan    |
| ---------- | ------- | ------------- | ------- |
| 500 meter  | 42,30   | 19 maart 1999 | Calgary |
| 1000 meter | 1.21,89 | 20 maart 1999 | Calgary |
| 1500 meter | 2.03,62 | 21 maart 1999 | Calgary |
| 3000 meter | 4.14,91 | 19 maart 1999 | Calgary |
| 5000 meter | 7.20,22 | 20 maart 1999 | Calgary |

## Privé
Bosch studeerde Communicatiekunde aan de Universiteit van Utrecht.